# اختبارات كفاءه الطاقة

## إختبارات كفاءة الطاقة (طاقة أقل.. اداء مثالى)
```
إختبارات كفاءة الطاقة
 والمعروفة بالإنجليزية ب (MEPS) هي مجموعه من المواصفات تتطلب عدداً من معايير الاداء لاى جهاز يستهلك 
الطاقة
 وذلك يساعد – بفاعلية – على تقليل الحد الاقصى للطاقة المُستهلكة من قبل الجهاز في اداء مهمة معينة.
```

MEPS عادة ما يتم بشكل إلزامى من قبل الحكومة (وزارة الكهرباء والطاقة) وهو يضم مجموعة من المعايير ربما ليست متعلقة مباشرة بالطاقة وذلك تأكيداً أن الاداء العام وكذلك رضا العميل لا تتأثر بزيادة كفاءة الطاقة بشكل قطعى.
MEPS يتطلب عمل مجموعة من الاجراءات والتي تحدد كيفية قياس اداء الجهاز.
فمثلاً في امريكا الشمالية يشار إلى كفاءة الطاقة (MEPS) بالمقياس أو العمل علي الملصقات وبرامج القياس (بحيث يشير كل ملصق إلى مقياس معين) وفي امريكا اللاتينية يشار إليه (MEPS) بمجموعة من المعايير.

### *الأمثلة
الثلاجة مصممه للحفاظ على درجة الحرارة داخلها لكى يؤدى وظائفه – ومن ضمنها عدم تكوين الثلوج – وسط درجة حرارة معينه مُستهلِكاً كمية معينة من الكهرباء (الطاقة).
ويتم تحديد كمية الطاقة بناءً على عدة عوامل متنوعة منها الحجم وعدد الأبواب وكذلك وظيفة الغرف والمتغيرات بالجهاز.
ويوضح الشكل البيانى التالى التناقص الشديد في استهلاك الكهرباء في اجهزة الثلاجات في الولايات المتحدة الأمريكية.
ونجد البداية عند كاليفورنيا وحتى بداية اختبارات كفاءة الطاقة في منتصف السبيعينيات